# Такахасі Тікудзан
Такахасі Тікудзан  (яп. 高橋竹山) , ім'я при народженні Такахасі Сададзо  (яп. 高橋 定蔵, 18 червня 1910, Накахіранай — 5 лютого 1998, Хіранай)  — японський музикант і композитор, відомий віртуозний виконавець на сямісені, в жанрі цуґару-дзямісен.

## Життєпис
Такахасі Такудзан народився в селі Накахіранай (нині селище Хіранай) повіт Хіґасі-Цуґару в префектурі Аоморі. Він втратив зір у віці близько двох-трьох років від кору, перш ніж стати учнем мандрівного музиканта, який грав у жанрі цуґару-дзямісен, Тода Дзудзіро, що проходив недалеко від села Накахіранай. Перед Другою світовою війною він багато років мандрував регіоном Тохоку і островом Хоккайдо, граючи перед порогами будинків і заробляючи гроші на життя. 2 березня 1933 Такахасі Тікудзан зупинився в готелі «Тамагава» на узбережжі Санріку і посеред ночі пережив сильний землетрус. Через землетрус і цунамі, що пройшло після нього, готель зруйнувався. Такахасі після початку землетрусу зміг евакуюватися з готелю на гору позаду будівлі безпосередньо перед настанням цунамі.
1938 року в селі Хіґасіхіранай (3 березня 1955 року увійшло до складу селища Хіранай) одружився з Найо, ітако того ж віку, що й сам Такахасі Такудзан. У квітні 1944 року, з посиленням війни на Тихому океані, стало важко заробляти на життя грою на сямісені і Такахасі Тікудзан мусив тимчасово піти зі світу мистецтва, і, щоб отримати кваліфікацію голковколювача і масажиста, вступив до префектурної школи Хатінохе для сліпих, яку закінчив у березні 1949 року. Після війни він став відомим, спочатку як концертмейстер для Наріти Утіку, знаменитої співачки народних пісень регіону Цуґару (яка й назвала його «Тікудзан»), і згодом як сольний виконавець у жанрі цуґару-дзямісен. Починаючи від грудня 1973 року, протягом багатьох років він регулярно виступав у невеликому театрі «Шібуя Дзіан-Дзіан» у районі Шібуя в Токіо, який був відкритим від 1969 до 2000 року. Це часто були довгі сольні імпровізації, які він називав «Івакі», на честь найвищої гори в регіоні Цуґару.
1975 року Такахасі Тікудзан опублікував автобіографію «Цуґару-дзямісен подорож наодинці». 1977 року режисер Кането Сіндо зняв японський біографічний фільм «Життя Тікудзана», який представляв Японію на Московському міжнародному кінофестивалі 1977 року. У фільмі роль Такахасі Тікудзана зіграв Рюдзо Хаясі. 1986 року Такахасі Тікудзан вперше виступав у Сполучених Штатах, і це турне зробило відомим на весь світ жанр гри на сямісені цуґару-дзямісен. Такахасі Тікудзан провів у США 10 концертів у 7 містах, серед яких Нью-Йорк, Вашингтон, Балтимор, Сан-Франциско, Лос-Анджелес, Гонолулу. Газета The New York Times прокоментувала гру Такахасі Тікудзана: «він як екстрасенс, який згладжує резонанс сердець слухачів, що збираються разом. Він не стільки майстер, скільки маг».
21 лютого 1993 року померла Найо, дружина Такахасі Тікудзана.
У травні 1996 року в Такахасі Тікудзана діагностували рак гортані і госпіталізували. Після проходження променевої терапії його у вересні виписали. 5 лютого 1998 Такахасі Тікудзан помер від раку гортані в центральній лікарні селища Хіранай у віці 87 років.
Його найвідоміша учениця взяла ім'я Такахасі Тікудзан II і продовжує виконувати музику з репертуару Такахасі Тікудзана. За своє довге життя Такахасі Тікудзан випустив багато записів, деякі з них досі продаються.

## У культурі та мистецтві
- Життя Тікудзана[en] — японський біографічний фільм 1977 року, заснований на житті Такахасі Тікудзана.[4]